# Vohilaid
Vohilaid (estlandssvenska: Killingeholm) är en ö i Pühalepa kommun i landskapet Hiiumaa (Dagö) i västra Estland, 110 km sydväst om huvudstaden Tallinn. Den ligger i södra delen av Hares sund som är en del av det större havsområdet Moonsund. Ön är belägen öster om Dagö från vilken den skiljs av ett mycket grunt sund, med ett medeldjup på knappt en halvmeter. Arean är 4,47 kvadratkilometer. Ön högsta punkt ligger 10 m ö.h.
Ön finns omnämnd första gången i en källa från 1586 under det estlandssvenska namnet Killingeholm. Den var bebodd fram till andra världskriget då öborna flydde till Sverige. Idag är ön obebodd och används främst som betesmark. 
Årsmedeltemperaturen i trakten är 6 °C. Den varmaste månaden är augusti, då medeltemperaturen är 18 °C, och den kallaste är januari, med −6 °C.

## Galleri

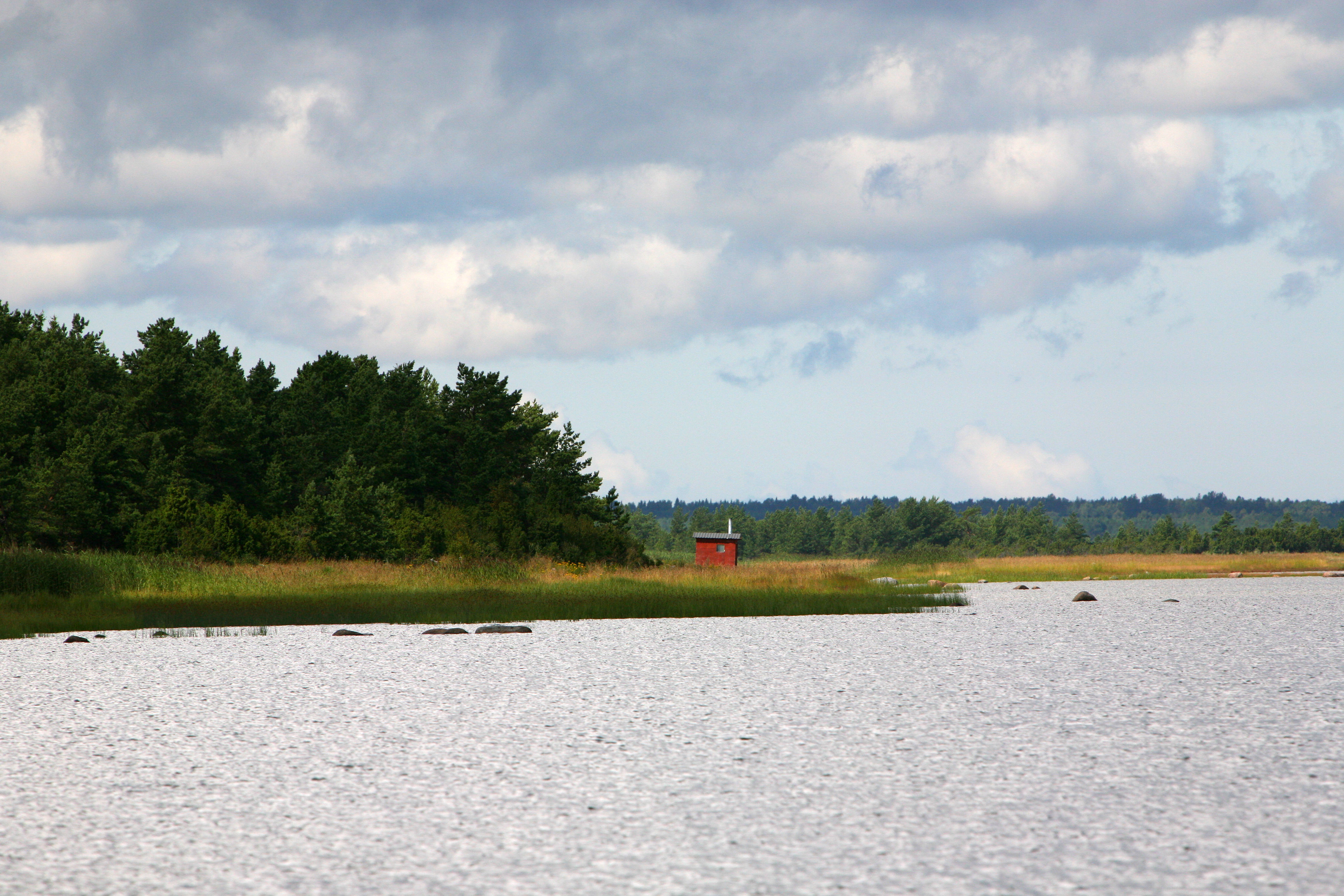
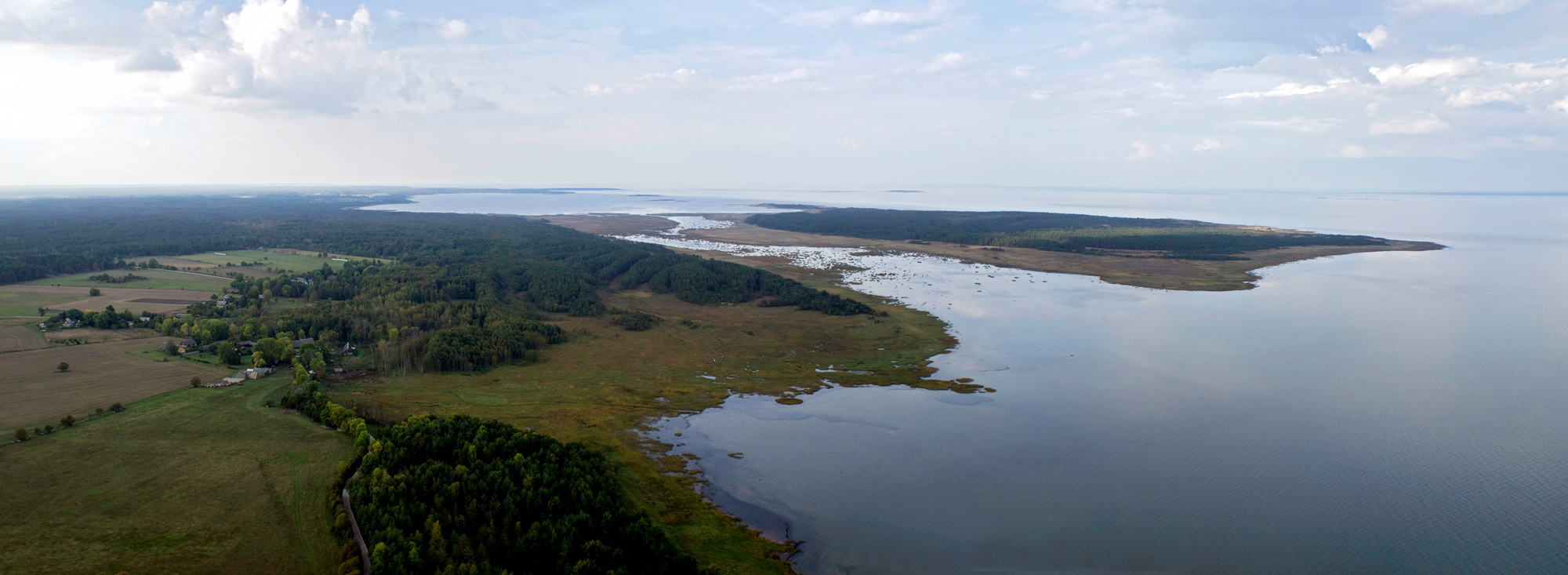

### Fotnoter
1. ↑  Vohilaid hos Geonames.org (cc-by); post uppdaterad 2013-10-04; databasdump nerladdad 2015-09-05
2. ↑  ”Officiell estländsk statistik”. Arkiverad från originalet den 4 februari 2017. https://web.archive.org/web/20170204092947/http://loodus.keskkonnainfo.ee/eelis/default.aspx?state=50;572247461;est;eelisand;;&comp=objresult=saar&obj_id=-373028018. Läst 3 februari 2017.
3. ↑  ”NASA Earth Observations Data Set Index”. NASA. Arkiverad från originalet den 10 maj 2020. https://web.archive.org/web/20200510015442/https://neo.sci.gsfc.nasa.gov/dataset_index.php. Läst 30 januari 2016.